# 星戰F-104
《星戰F-104》（英語：The Starfighters）是一部1964年美國電影，以F-104戰鬥機為主題，但本片沒有廣泛上映，其基本投資來自喜劇中心神秘科學劇院專案，是一種實驗性藝術電影。

## 劇情
一個眾議員兒子小約翰偉沃斯基來到南加州戰術空軍司令部-喬治基地從軍當飛行員，訓練飛行洛克希德F-104星式戰鬥機，此時科目特別強調的空中加油。同時他與愛荷華州女孩瑪麗戴維森維持戀情。
其議員父親也是二戰飛行員，常常打電話給他，擔心戰鬥機的安全。議員希望他的兒子被轉移到戰略空軍司令部的轟炸機上飛行但未果。之後史蒂文斯少校派遣小約翰、約克和里昂參加演習任務，三名學員在遭遇風暴時被迫分開。里昂的飛機墜機，後來他們得知里昂安全地跳傘，小約翰安全降落於另一基地，給高級官員留下了深刻的印象並贏得了他父親的欽佩，他被選中被轉移到歐洲的一個單位，並向瑪麗暫時告別。

## 演員
- Robert Dornan 飾演 Lieutenant John Witkowski Jr.小約翰
- Richard Jordahl 飾演 Major "Madge" Stevens
- Shirley Olmstead 飾演 Mary Davidson
- Richard Masters 飾演 Colonel Hunt
- Steve Early 飾演 Lieutenant York
- Robert Winston 飾演 Lieutenant Lyons
- Carl Rogers 飾演 Congressman John Witkowski
- Ralph Thom 飾演  Captain O'Brien
- Joan Lougee 飾演 Betty Lyon

## 評價
本片評價極低，曾被選為Paste雜誌本世紀十大不可觀看電影，IMDB評分長期在2分附近，爛番茄評分6%。 片中漫長無意義的對話、乏味的劇情、不知所謂的喜劇型特效，而戰機片段沒有任何空戰場面只是些一般飛行和反覆出現無聊的空中加油畫面，沒有任何劇情起伏只像觀看了一個飛行基地日常訓練的幾天。